# 小濱なつき
小濱 なつき（おばま なつき、1984年2月12日-）は、日本のファッションモデル。エナジーモデルエージェンシー所属。
鹿児島県南さつま市出身。鹿児島女子高校時代、バレーボールで全国大会出場。

## 出演

### テレビドラマ
- のだめカンタービレ（フジテレビ系列）レギュラー
- 鹿男あをによし（フジテレビ系列）レギュラー原和歌子役
- 臨場 第6話（テレビ朝日系列）片岡小夜子役

### 映画
- KIDS（荻島達也監督）
- MW-ムウ-（岩本仁志監督）加奈子役

### CM
- P&G「ボールド」(CM)
- フォルクスワーゲン「Polo」(CM)
- ABC-MART「トレッキングシューズ」(CM)
- 花王ソフィーナ「オーブクチュール」(CM)
- ジョンソン「グレード（英語版） 消臭グラスデコ」(CM)
- 青山商事「Take Blue」(CM)
- 興和「ディメンション」（CM）
- 富士通「docomo PRIME series F-01B」(CM)
- NEC「LaVie L」(CM)
- NEC「「N706i」（CM）
- 日清フーズ「マ・マー PASTAism」(CM)
- エスエス製薬「ハイチオール B」(CM)
- 徳永英明「あなたしか見えなかった」(PV)

### スチール広告
- マスターカード（スチール）
- SONY「ウォークマン」（スチール）
- GINZA TANAKA（スチール）
- アサヒフードアンドヘルスケア「スリム アップ スリム」（スチール）
- ナイキ（スチール）
- キヤノン（カタログ）
- 興和「リズム＆バランス」（スチール）
- リサージ化粧品（スチール）
- スック（スチール）
- ノエビア化粧品（スチール）
- ナリス化粧品（スチール）
- オージオ化粧品（スチール）
- カネボウ化粧品（スチール）
- アテニア化粧品（スチール）
- アスカ化粧品（カタログ）
- シャンソン化粧品（カタログ）
- girlactik（スチール）
- BEAUTY & YOUTH UNITED ARROWS(カタログ)
- 松坂屋(スチール)
- 千趣会(カタログ)
- セシール(カタログ)
- カウネット（カタログ）
- 花菱(カタログ)
- 福本服装(カタログ)
- 日本経済新聞社（スチール）
- 読売新聞社（スチール）
- サノフィ･アベンティス（スチール）
- ピジョン（スチール）
- 東京建物・日本土地建物販売「Brillia」（スチール）
- ZOZOTOWN（スチール）
- 「泣きJAZZ」ジャケット写真（ユニバーサル）

## 雑誌
- 「Grazia」（講談社）
- 「Domani」（小学館）
- 「GINGER」（幻冬舎）
- 「美的」（小学館）
- 「VoCE」（講談社）
- 「CREA」（文藝春秋）
- 「家庭画報」（世界文化社）
- 「Shinbiyo」（新美容出版）
- 「クロワッサンPremium」（マガジンハウス）
- 「ゴルフダイジェスト」（ゴルフダイジェスト社）
- 「オレンジページ」（オレンジページ）
- 「からだにいいこと」（祥伝社）

## 取材
- 「ファットフォト」表紙・グラビア（シー・エム・エス）
- 「CIRCUS MAX」取材「KKベストセラーズ」
- 「かごしま旅情報」取材「鹿児島県観光連盟」